# خدرنق حقلي
خدرنق حقلي (الاسم العلمي: Cheiracanthium campestre) هو نوع من العناكب يتبع جنس الخدرنق من الفصيلة العناكب الكيسية.